# Agência Espacial Brasileira

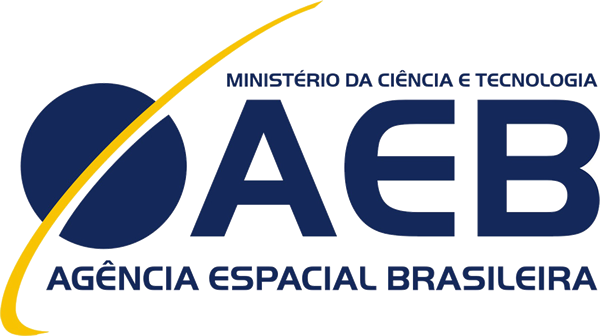
Logo der Agência Espacial Brasileira

Die Agência Espacial Brasileira (kurz AEB) ist seit dem 10. Februar 1994 die zivile brasilianische Raumfahrtagentur und größte in Lateinamerika mit Hauptsitz in Brasília.
Sie beschäftigte im Jahr 2010 etwa 3400 Mitarbeiter und verfolgt seit ihrer Gründung eine Politik der technischen Kooperation mit fortgeschritteneren Raumfahrtorganisationen, wobei zunächst der Schwerpunkt auf die Vereinigten Staaten gelegt wurde. Nach Schwierigkeiten mit diesem Partner im Bereich des Technologietransfers schwenkte man auf andere Partnernationen um.

## Standorte

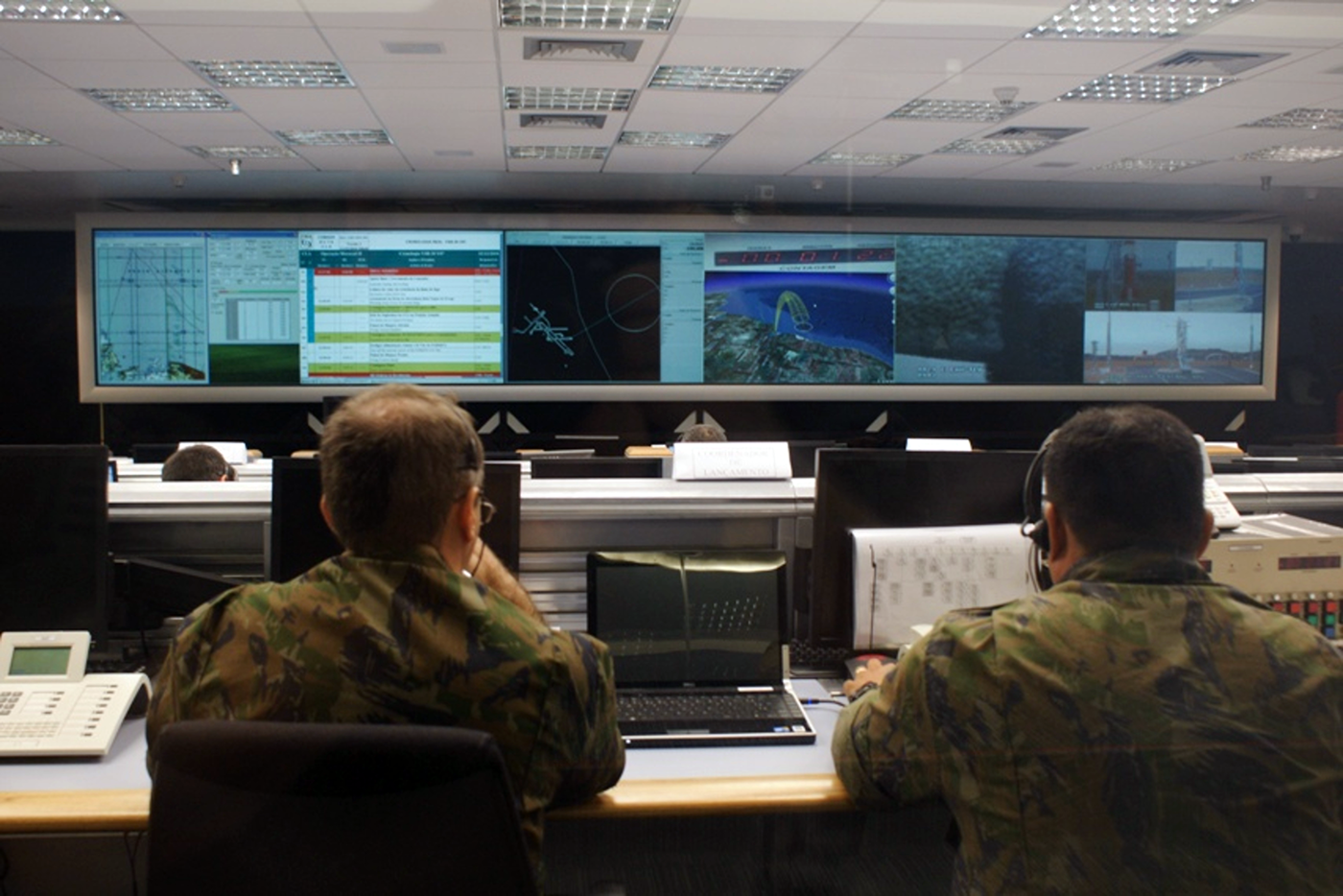
CLA-Kontrollzentrum

Der Hauptsitz befindet sich in Brasília.

### Centro de Lançamento de Alcântara
Das Centro de Lançamento de Alcântara (kurz CLA) ist der Raumhafen der AEB an der Atlantikküste bei Alcântara im Bundesstaat Maranhão. Es ist weltweit der am dichtesten am Äquator gelegene Raketenstartplatz. Der Bau begann im Jahre 1982 und kostete umgerechnet 470 Millionen US-Dollar. Die Einrichtung wurde am 21. Februar 1990 mit dem Start einer Höhenforschungsrakete vom Typ Sonda offiziell eingeweiht.

### Centro de Lançamento da Barreira do Inferno

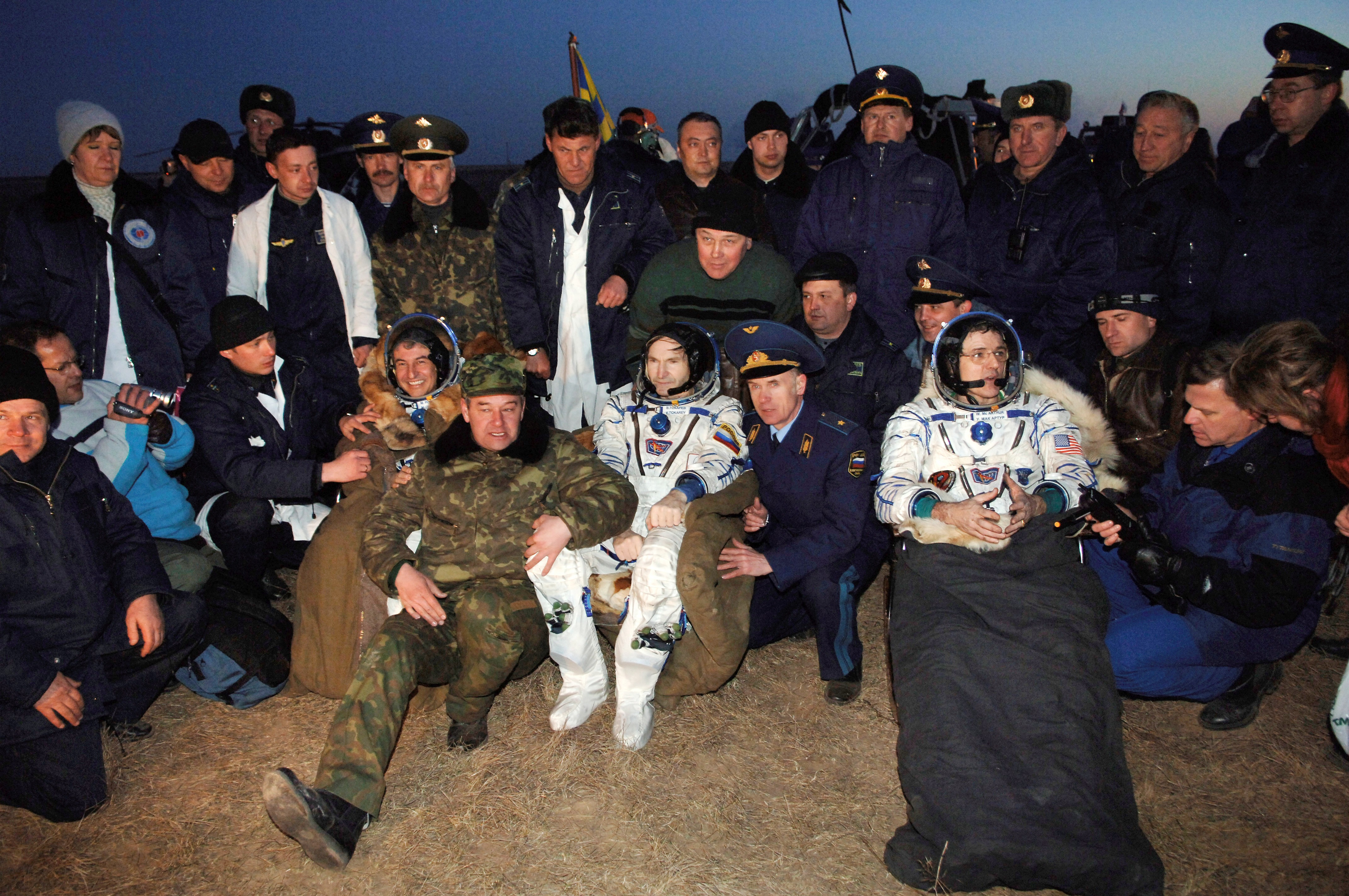
Expedition 12 nach der Landung in Kasachstan

Das Centro de Lançamento da Barreira do Inferno (kurz CLBI) ist ein weiterer Raketenstartplatz der AEB. Es wurde 1965 erbaut und liegt in der Nähe der Stadt Parnamirim, nahe Natal. Zwischen 1965 und 2007 wurden dort 233 Raketenstarts durchgeführt, die Höhen bis zu 1100 Kilometern erreichten.

## Geschichte
Bei einem Unfall vor dem Start einer VLS-1 im Jahr 2003 tötete eine Explosion 21 Menschen (siehe: Brasilianische Raketenexplosion). Am 23. Oktober 2004 gelang dann der erste erfolgreiche Raketenstart vom CLA; eine VSB-30 startete zu einer suborbitalen Mission. Es folgten in den Jahren danach mehrere erfolgreiche suborbitale Starts.
Am 30. März 2006 wurde der AEB-Astronaut Marcos Pontes der erste Brasilianer im All, als er eine Woche an Bord der ISS acht Experimente der AEB durchführte. Er landete am 8. April in Kasachstan zusammen mit der Crew der ISS-Expedition 12.

## Finanzierung
Die AEB finanziert sich aus Bundesmitteln. Das Budget 2010 betrug 210 Millionen US-Dollar, 2011 betrug es 275 Millionen US-Dollar.

## Projekte
Die AEB betreibt eine Vielzahl von Projekten. Diese werden häufig in Kooperation mit anderen Raumfahrtagenturen durchgeführt.
Im Folgenden sind allgemein brasilianische Raumfahrtprojekte aufgelistet –  auch solche, die von Vorgängerorganisationen der AEB und von anderen staatlichen Einrichtungen und Unternehmen verantwortet wurden oder werden.

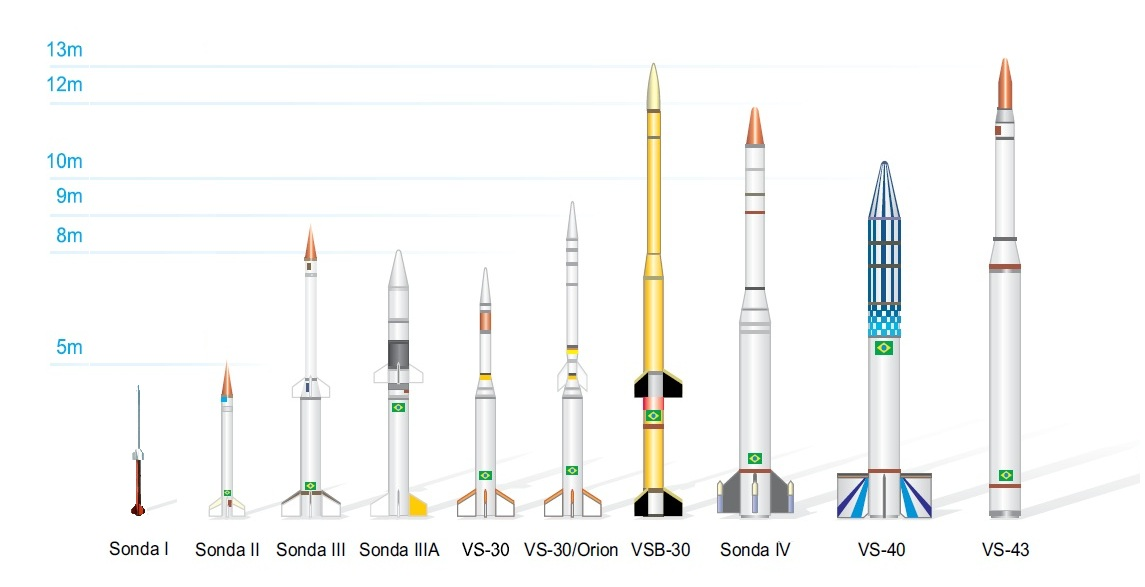
Die brasilianischen Trägerraketen

### Trägerraketen
- Sonda I
- Sonda II
- Sonda III
- Sonda IV
- VSB-30
- VS-30
- VS-40
- VS-50 (in Projektphase)
- VLM-1
- VLS-1

### Hauptkooperationspartner
- Volksrepublik China
- Indien
- Russland
- Ukraine

### Brasilianische Satelliten
Die Statusangabe „aktiv“ kann veraltet sein.
| Satellit             | Beteiligte Staaten           | Typ                    | Betrieb   | Status                |
| -------------------- | ---------------------------- | ---------------------- | --------- | --------------------- |
| DOVE                 | Brasilien                    | Amateurfunksatellit    | 1990–1998 | beendet               |
| SCD1                 | Brasilien                    | Erdbeobachtung         | 1993–     | aktiv                 |
| SCD2                 | Brasilien                    | Erdbeobachtung         | 1998–     | aktiv                 |
| SACI-1               | Brasilien                    | Weltraumwissenschaft   | (1999)    | Fehlfunktion          |
| SACI-2               | Brasilien                    | Weltraumwissenschaft   | (1999)    | Fehlstart             |
| CBERS-1              | Brasilien China              | Erdbeobachtung         | 1999–2003 | beendet               |
| CBERS-2              | Brasilien China              | Erdbeobachtung         | 2003–2007 | beendet               |
| SATEC                | Brasilien                    | Technologieerprobung   | (2003)    | Unfall auf Startrampe |
| UNOSAT 1             | Brasilien                    | Technologieerprobung   | (2003)    | Unfall auf Startrampe |
| CBERS-2B             | Brasilien China              | Erdbeobachtung         | 2007–2010 | beendet               |
| CBERS-3              | Brasilien China              | Erdbeobachtung         | (2013)    | Fehlstart             |
| NanoSatC-Br1         | Brasilien                    | Weltraumwissenschaft   | 2014–2015 | beendet               |
| CBERS-4              | Brasilien China              | Erdbeobachtung         | 2014–     | aktiv                 |
| AESP-14              | Brasilien                    | Weltraumwissenschaft   | (2015)    | Fehlfunktion          |
| SERPENS              | Brasilien Spanien            | Technologieerprobung   | 2015–2016 | beendet               |
| Tancredo 1           | Brasilien                    | Schülerprojekt         | 2016–2017 | beendet               |
| SGDC-1               | Brasilien                    | Kommunikationssatellit | 2017–     | aktiv                 |
| ITASAT 1             | Brasilien                    | Technologieerprobung   | 2018–     | aktiv                 |
| CBERS-4A             | Brasilien China              | Erdbeobachtung         | 2019–     | aktiv                 |
| FloripaSat 1         | Brasilien Spanien            | Technologieerprobung   | 2019–     | aktiv                 |
| Amazônia-1           | Brasilien                    | Erdbeobachtung         | 2021–     | aktiv                 |
| NanoSatC-Br2         | Brasilien                    | Weltraumwissenschaft   | 2021–     | aktiv                 |
| PION-BR 1            | Brasilien                    | Technologieerprobung   | 2022–     | aktiv                 |
| Geplant (Stand 2022) |                              |                        |           |                       |
| SABIA-Mar 1          | Brasilien Argentinien        | Erdbeobachtung         | geplant   |                       |
| SGDC-2               | Brasilien                    | Kommunikationssatellit | geplant   |                       |
| CBERS-5              | Brasilien China              | Erdbeobachtung         | geplant   |                       |
| CBERS-6              | Brasilien China              | Erdbeobachtung         | geplant   |                       |
| SPORT                | Brasilien Vereinigte Staaten | Weltraumwissenschaft   | geplant   |                       |